# Dmisiewicze
Dmisiewicze (biał. Дзмісевічы) – wieś na Białorusi, w obwodzie grodzieńskim w rejonie grodzieńskim, w sielsowiecie Sopoćkinie.
Według Powszechnego Spisu Ludności z 1921 roku wieś zamieszkiwało 215 osób, wśród których 214 było wyznania rzymskokatolickiego, a 1 mojżeszowego. Jednocześnie 214 mieszkańców zadeklarowało polską przynależność narodową, a 1 żydowską. W gminie były 42 budynki mieszkalne.
W latach 1921–1939 Dmisiewicze należały do gminy Wołłowiczowce w ówczesnym województwie białostockim.